# Retie

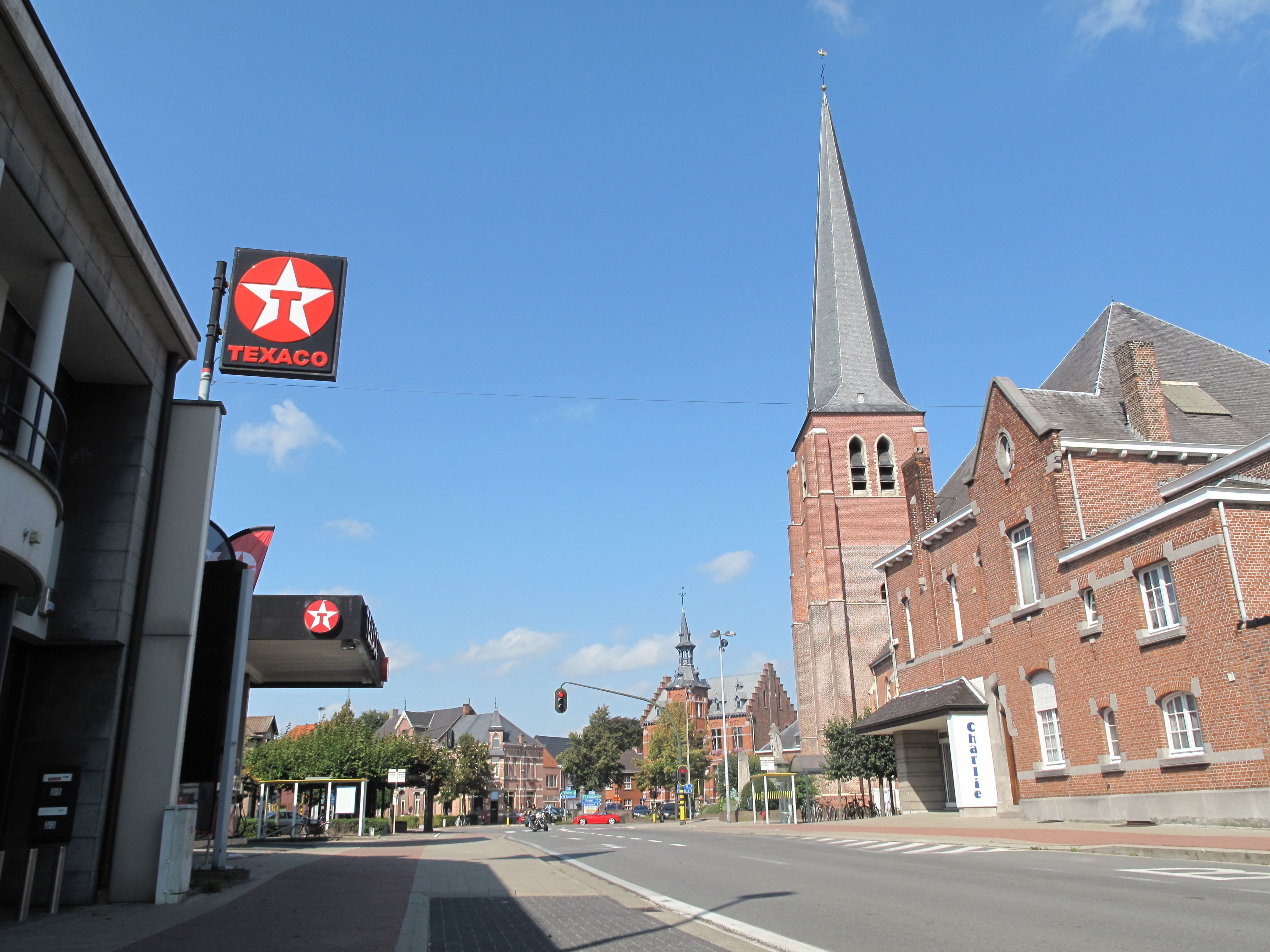
Retie, Kirche: de Sint Martinuskerk

Retie ist eine belgische Gemeinde in die Kempen der Provinz Antwerpen mit 11.867 Einwohnern (Stand 1. Januar 2024). 
Turnhout liegt elf Kilometer nordwestlich, Antwerpen 46 Kilometer westlich und Brüssel ca. 68 Kilometer südwestlich. Die nächsten Autobahnabfahrten sind Retie und Turnhout-Oost an der A21/E 34. In Turnhout, Mol und Geel befinden sich die nächsten Regionalbahnhöfe und in Antwerpen und der niederländischen Großstadt Eindhoven halten auch überregionale Schnellzüge. Der Flughafen von Eindhoven und der Flughafen Antwerpen sind die nächsten Regionalflughäfen und Brüssel National nahe der Hauptstadt ist ein internationaler Flughafen. 

## Persönlichkeiten

### Hier geboren
- Julien Cools (* 1947), Fußballspieler